# گراند است
گراند اِست (به فرانسوی: Grand Est) (تلفظ فرانسوی: [ɡʁɑ̃.t‿ɛst] (); آلمانی: Großer Osten — هم در گویش آلزاسی و هم در گویش لورنی) سابقاً آلزاس-شامپاین-آردن-لورن (به فرانسوی: Alsace-Champagne-Ardenne-Lorraine ACAL) از مناطق فرانسه در شمال شرقی آن است که که در ۱ ژانویهٔ ۲۰۱۶ در نتیجهٔ اصلاحات ارضی جایگزین منطقه‌های آلزاس، شامپاین-آردن، و لورن شد. آلزاس-شامپاین-آردن-لورن نامی موقتی بود که با ترکیب نام منطقه‌ها به ترتیب الفبایی ایجاد شده بود. شورای منطقه‌ای آن که در انتخابات منطقه‌ای فرانسه، ۲۰۱۵ انتخاب شد، باید نام جدیدی را تا ۱ ژوئیه ۲۰۱۶ برای آن انتخاب می‌کرد.
شورای دولتی نام گراند است را در ۲۸ سپتامبر ۲۰۱۶ به عنوان نام جدید این ناحیه تأیید کرد. مرکز اداری و بزرگ‌ترین شهر این ناحیه استراسبورگ است.

## خصوصیات
آلزاس-شامپاین-آردن-لورن ۵٬۵۴۸٬۹۵۵ نفر جمعیت دارد.